# Уибо (округ)
Уибо (англ. Wibaux County) — один из 56 округов штата Монтана (США).

## Описание
Округ, один из самых маленьких и малонаселённых в штате, расположен в восточной части Монтаны. С востока граничит с Северной Дакотой, с остальных сторон — с другими округами Монтаны. Название округу дано в честь скотовладельца Пьера Вибо (1858—1913), друга и соседа по ранчо Теодора Рузвельта. Административный центр и крупнейший населённый пункт округа Уибо — город Уибо, в котором проживает около 58% населения округа. Открытые водные пространства составляют 3 км², что составляет около 0,1% от общей площади округа в 2305 км². Через округ проходит крупная автодорога I-94.

## История
Округ Уибо был образован 17 августа 1914 года путём отделения частей округов Досон, Фаллон и Ричленд.

## Демография
Население округа на всём протяжении существования неуклонно снижается.
Население
- 1920 год — 3113 жителей
- 1930 — 2767
- 1940 — 2161
- 1950 — 1907
- 1960 — 1698
- 1970 — 1465
- 1980 — 1476
- 1990 — 1191
- 2000 — 1068
- 2010 — 1017
- 2011 — 1009

Расовый состав (2000)
- белые — 98,0%
- коренные американцы — 0,5%
- афроамериканцы — 0,2%
- азиаты — 0,2%
- прочие расы — 0,3%
- смешанные расы — 0,8%
- латиноамериканцы (любой расы) — 0,4%

Происхождение предков (2000)
- немцы — 32%
- норвежцы — 15%
- поляки — 12%
- ирландцы — 9%
- англичане — 8%
- шведы — 3%
- шотландцы, французы — по 2%

## Достопримечательности
- Заповедник Леймстир